# Бирдсборо (Пенсилванија)
Бирдсборо (енгл. Birdsboro) град је у америчкој савезној држави Пенсилванија.

## Демографија
По попису из 2010. године број становника је 5.163, што је 99 (2,0%) становника више него 2000. године.
| Група             | 2000.         | 2010.         |
| Белци             | 4.868 (96,1%) | 4.833 (93,6%) |
| Афроамериканци    | 53 (1,0%)     | 70 (1,4%)     |
| Азијати           | 18 (0,4%)     | 15 (0,3%)     |
| Хиспаноамериканци | 63 (1,2%)     | 165 (3,2%)    |
| Укупно            | 5.064         | 5.163         |